# 色葉字類抄
『色葉字類抄』（いろはじるいしょう）は、平安時代末期に成立した古辞書。編者は橘忠兼。三巻本のほか二巻本の系統もあり、また十巻本『伊呂波字類抄』もある。

## 概要
和語・漢語を第一音節によってイロハ47部に分け、さらに天象・地儀など21門の意義分類を施した発音引き辞書である。イロハ引きの日本語辞書として最古。オとヲの区別はアクセントの高低によって区別されていると考えられており、オが平声（低）、ヲが上声（高）に偏るとされ、これは定家仮名遣への影響が指摘されている。
当時の日常語が多く収録され、特に漢語が豊富に収録される。また社寺・姓名など固有名詞も収録される。それらの漢字表記の後に片仮名で訓みが注され、時に簡単な漢文で意味・用法が記されるものもある。
天養年間から長寛年間にかけて（1144年 - 1165年）まず二巻本『色葉字類抄』が成立し、その後増補が行われ治承年間（1177年 - 1181年）までに三巻本『色葉字類抄』が成立した。その後さらに大幅な増補が行われまるで別書のようになった十巻本『伊呂波字類抄』も鎌倉時代初期までに成立したかとされる。『世俗字類抄』や『節用文字』も祖本の同じ異本とされる。そのほか前田尊経閣蔵六巻本があり、室町時代の語彙を増補・改編している。また花山院本（3冊本）は二巻本と十巻本の取り合わせ本である。後世に与えた影響としては、『字鏡集』『平他字類抄』『節用集』『塵袋』などが注目されている。

## 諸本
- 二巻本『色葉字類抄』 - 尊経閣文庫蔵永禄8年（1565年）写本がある[5]。
  - 『色葉字類抄 上 (尊経閣叢刊)』育徳財団、1926年。doi:10.11501/1885583。
  - 『色葉字類抄 下 (尊経閣叢刊)』育徳財団、1926年。doi:10.11501/1885605。
- 三巻本『色葉字類抄』

尊経閣文庫蔵鎌倉初期写本（前田本） - 中巻及び下巻の一部を欠く。
- 『色葉字類抄 : 尊経閣叢刊丙寅本 巻上』育徳財団、1926年。doi:10.11501/1182105。
- 中巻を欠く。
- 『色葉字類抄 : 尊経閣叢刊丙寅本 巻下』育徳財団、1926年。doi:10.11501/1182119。

黒川真三男蔵江戸中期写本（黒川本） - 完本。
- 『色葉字類抄 : 3巻 巻上』古典保存会、1926年。doi:10.11501/3438233。
- 『色葉字類抄 : 3巻 巻中』古典保存会、1927年。doi:10.11501/3438234。
- 『色葉字類抄 : 3巻 巻下』古典保存会、1928年。doi:10.11501/3438235。

- 十巻本『伊呂波字類抄』
  - 正宗敦夫 編『日本古典全集 伊呂波字類抄 第一-二』日本古典全集刊行会、1928年。doi:10.11501/1912542。
  - 正宗敦夫 編『日本古典全集 伊呂波字類抄 第三』日本古典全集刊行会、1928年。doi:10.11501/1912551。
  - 正宗敦夫 編『日本古典全集 伊呂波字類抄 第四・第五』日本古典全集刊行会、1930年。doi:10.11501/1912557。
  - 正宗敦夫 編『日本古典全集 伊呂波字類抄 第六』日本古典全集刊行会、1930年。doi:10.11501/1912559。
  - 正宗敦夫 編『日本古典全集 伊呂波字類抄 第七』日本古典全集刊行会、1929年。doi:10.11501/1912563。
  - 正宗敦夫 編『日本古典全集 伊呂波字類抄 第八』日本古典全集刊行会、1929年。doi:10.11501/1912564。
  - 正宗敦夫 編『日本古典全集 伊呂波字類抄 第九』日本古典全集刊行会、1929年。doi:10.11501/1912567。
  - 正宗敦夫 編『日本古典全集 伊呂波字類抄 第十』日本古典全集刊行会、1930年。doi:10.11501/1912569。

大東急記念文庫蔵室町初期写本 - 完本。
- 『伊呂波字類抄 : 室町初期写 十巻本 〔1〕』雄松堂出版、1987年。doi:10.11501/12446494。
- 『伊呂波字類抄 : 室町初期写 十巻本 〔2〕』雄松堂出版、1987年。doi:10.11501/12446496。
- 『伊呂波字類抄 : 室町初期写 十巻本 〔3〕』雄松堂出版、1987年。doi:10.11501/12446499。
- 『伊呂波字類抄 : 室町初期写 十巻本 〔4〕』雄松堂出版、1987年。doi:10.11501/12446501。
- 『伊呂波字類抄 : 室町初期写 十巻本 〔5〕』雄松堂出版、1987年。doi:10.11501/12446502。

学習院大学図書館蔵鎌倉初期写本 - 零本。
その他江戸時代の写本多数。